# 허비: 첫 시동을 걸다
《허비: 첫 시동을 걸다》(영어: Herbie: Fully Loaded)는 2005년 개봉한 미국의 스포츠 코미디 영화로, 앤절라 로빈슨이 감독하였다. 이 영화는 허비 영화 시리즈 여섯 번째이자 마지막 작품이며, 《허비 - 흥분하다》(1980) 이후 처음 나온 극장용 영화이다. 텔레비전 영화 《러브 버그》(1997, Disney's The Love Bug)의 속편으로, 전편에서 이야기가 바로 이어진다. 이 영화에는 린지 로언, 저스틴 롱, 브레킨 마이어, 맷 딜런, 마이클 키턴 등이 출연하였으며, 제프 고든, 지미 존슨, 토니 스튜어트, 데일 재럿을 포함한 많은 내스카(NASCAR) 선수들이 카메오로 등장한다.

## 줄거리
지각을 지닌 폴크스바겐 케퍼 허비는 경주에서 여러 번 패배하고 원주인 짐을 잃은 후 폐차장에 버려진다. 한편 대대로 자동차 경주를 해 온 페이턴 가문의 막내딸 매기는 스포츠 저널리즘 전공으로 UCLA를 졸업한 뒤 뉴욕 ESPN에서 인턴십을 시작하려 한다.
아버지는 선물로 폐차장에서 차를 사주겠다고 제안하고, 기중기에 의해 들어올려진 허비는 몸을 비틀어 풀려난 뒤 매기가 원래 선택했던 차 위로 떨어지면서 매기의 차선으로 당첨된다. 허비는 매기를 고등학교 동창인 정비공 케빈에게 데려가고, 이들은 부품을 사러 자동차 전시회에 간다. 허비는 매기가 레이싱 슈트를 입고 헬멧을 쓰게 유도한 뒤 즉석에서 내스카 우승자인 트립 머피에게 도전하게 만든다. 허비는 간발의 차로 승리한다.
케빈은 매기가 경주에 복귀해야 한다고 주장하지만, 몇 년 전 매기가 거리 경주 사고를 낸 후로 경주를 금지했던 아버지는 걱정한다. 트립은 허비와 정체불명의 운전자(매기)에게 집착하고, 허비를 다시 끌어내 재대결하기 위해 지역 대회를 조직한다. 매기와 케빈은 대회에 참가하고, 허비와 매기는 다른 참가자들을 쉽게 물리치며 트립과의 결승전에 진출한다. 그러나 트립이 매기를 설득하여 이기는 쪽이 지는 쪽의 차를 갖는 내기를 걸자(pink slips) 허비는 매기가 트립의 스톡 카를 원하는 것에 질투심을 느껴 고의로 경기에서 패배한다. 매기는 망신을 당하고, 허비는 견인된다.
하지만 매기는 친구에게 격려를 받고 프로 선수가 되기로 결심한다. 매기는 트립에게서 허비를 되사려고 하다가 그가 허비를 데멀리션 더비에 내보냈다는 것을 알게 된다. 허비가 파괴되는 일을 막기 위해 경기장으로 달려간 매기는 허비에게 용서를 구하고, 허비는 몬스터 트럭에 덮쳐질 뻔한 매기를 구하고 경기에서 승리한다. 둘은 케빈의 작업장으로 돌아가지만 허비의 수리에 필요한 부품이 없다는 걸 알게 된다.
한편 재정난에 시달리는 페이턴팀은 팀 선수인 매기의 오빠 레이가 충돌 사고로 부상까지 입으면서 내스카 넥스텔 컵 시리즈에서 기권해야 하는 상황에 놓인다. 레이는 아버지의 반대에도 불구하고 매기가 자신의 자리를 대신해야 한다고 결정하고 팀원들을 보내 매기와 케빈의 준비를 돕게 한다. 매기와 허비는 경주 전에 마음을 터놓고 대화하고, 트립은 경기가 위험할 거라고 겁을 준다.
매기와 허비는 처음에는 느리게 출발하지만, 곧 다른 차들을 따라잡고 추월하기 시작한다. 집에서 경기를 지켜보던 아버지는 경기장에 나타나 팀에 합류한다. 도중 허비는 다른 차들이 에워싸는 바람에 꼼짝 못하게 되지만 토니 스튜어트의 차 위를 달려 탈출한다. 그러나 이 과정에서 허비의 오일 시스템이 손상된다. 매기는 피트 스톱 시간을 갖고, 케빈은 허비가 영화 내내 추파를 던져 온 페이턴팀 후원자 소유의 노란색 뉴 비틀에서 부품을 빼내 응급 처치를 한다.
마지막 몇 바퀴를 남기고 매기와 허비는 트립을 따라잡는다. 트립은 허비가 트랙 벽에 부딪히게 만들려고 하지만 매기가 급제동하는 바람에 도리어 본인이 차를 벽에 박고 튀어나온 뒤 제프 고든의 차와 충돌하면서 차가 뒤집혀 버린다. 허비는 벽 옆면을 달리는 묘기를 선보이며 여전히 뒤집혀 있는 트립의 차 곁을 지나 다시 트랙으로 내려온다. 매기와 허비는 결국 우승을 차지한다. 트립은 구급차에 실려가고, 아버지와 오빠에게서 축하를 받은 매기는 케빈과 입을 맞춘다.
마지막 장면에서 아버지는 허비와 노란색 뉴 비틀에게 허비가 곧 다가오는 경기를 준비해야 하니 둘이 너무 늦게까지 데이트하지 말라고 주의를 준다. 이를 통해 노란색 뉴 비틀 또한 자의식을 가진 존재라는 것이 밝혀진다.

## 출연진
- 린지 로언 - 마거릿 “매기” C 페이턴 역
- 마이클 키턴 - 레이 페이턴 시니어 역
- 맷 딜런 - 트립 머피 역
- 저스틴 롱 - 케빈 역
- 브레킨 마이어 - 레이 페이턴 주니어 역
- 셰릴 하인스 - 샐리 역
- 지미 심프슨 - 크래시 역
- 질 리치 - 커리스마 역
- 토머스 레넌 - 래리 머피 역
- 마크 데클린 - ESPN 기자 역

카메오 출연
- 데일 재럿
- 데일 언하트 주니어
- 토니 스튜어트
- 제프 고든
- 지미 존슨
- 라이언 뉴먼

## 기타 제작진
- 공동 제작: 리사 스튜어트
- 미술: 대니얼 브래드퍼드
- 의상: 프랭크 헬머

## 사운드트랙
곡 목록
1. 린지 로언 - "First"
2. 마크 맥그래스 - "Getcha Back"(비치 보이스 커버)
3. 앨리 앤드 AJ - "Walking on Sunshine"(카트리나 앤드 더 웨이브스 커버)
4. 케일리 피터스 - "Fun, Fun, Fun"(비치 보이스 커버)
5. 파일럿 - "Magic"
6. 조시 그레이신 - "Working for the Weekend"(러버보이 커버)
7. 더 도나스 - "Roll On Down the Highway"(바크먼터너 오버드라이브 커버)
8. 더 무니 스즈키 - "Born to Be Wild"(스테펀울프 커버)
9. 잉그럼 힐 - "More Than a Feeling"(보스턴 커버)
10. 루니 - "Metal Guru"(티렉스 커버)
11. 조시 켈리 - "You Are the Woman"(파이어폴 커버)
12. 라이어널 리치 - "Hello"
13. 메이빈 - "Welcome to My World"
14. 블랙 스모크 오거나이제이션 - Herbie: Fully Loaded remix
15. 블랙 스모크 오거나이제이션 - "Herbie vs. NASCAR"